# Nastro d'argento al miglior film
Il Nastro d'argento al miglior film è un riconoscimento cinematografico italiano assegnato annualmente dal Sindacato nazionale giornalisti cinematografici italiani a partire dal 2017.
È, insieme al Nastro d'argento al miglior regista, frutto della scissione dell'antica categoria del Nastro d'argento al regista del miglior film.

## Vincitori e candidati
I vincitori sono indicati in grassetto, a seguire gli altri candidati.

### Anni 2017-2019
- 2017
  - La tenerezza, regia di Gianni Amelio
  - Fiore, regia di Claudio Giovannesi
  - Fortunata, regia di Sergio Castellitto
  - Indivisibili, regia di Edoardo De Angelis
  - Tutto quello che vuoi, regia di Francesco Bruni
- 2018
  - Dogman, regia di Matteo Garrone
  - A Ciambra, regia di Jonas Carpignano
  - Chiamami col tuo nome, regia di Luca Guadagnino
  - Lazzaro felice, regia di Alice Rohrwacher
  - Loro, regia di Paolo Sorrentino
- 2019
  - Il traditore, regia di Marco Bellocchio[1]
  - Euforia, regia di Valeria Golino
  - Il primo re, regia di Matteo Rovere
  - La paranza dei bambini, regia di Claudio Giovannesi
  - Suspiria, regia di Luca Guadagnino

### Anni 2020-2024
- 2020
  - Favolacce, regia di Damiano e Fabio D'Innocenzo
  - Gli anni più belli, regia di Gabriele Muccino
  - Hammamet, regia di Gianni Amelio
  - La dea fortuna, regia di Ferzan Özpetek
  - Pinocchio, regia di Matteo Garrone

- 2021[2][3]
  - Le sorelle Macaluso, regia di Emma Dante
  - Assandira, regia di Salvatore Mereu
  - Cosa sarà, regia di Francesco Bruni
  - Lei mi parla ancora, regia di Pupi Avati
  - Non mi uccidere, regia di Andrea De Sica

- 2022
  - È stata la mano di Dio, regia di Paolo Sorrentino
  - Ariaferma, regia di Leonardo Di Costanzo
  - Freaks Out, regia di Gabriele Mainetti
  - Nostalgia, regia di Mario Martone
  - Qui rido io, regia di Mario Martone

- 2023
  - Rapito, regia di Marco Bellocchio
  - Il sol dell'avvenire, regia di Nanni Moretti
  - Il ritorno di Casanova, regia di Gabriele Salvatores
  - Il signore delle formiche, regia di Gianni Amelio
  - Siccità, regia di Paolo Virzì

- 2024
  - Io capitano, regia di Matteo Garrone
  - Comandante, regia di Edoardo De Angelis
  - La chimera, regia di Alice Rohrwacher
  - I dannati, regia di Roberto Minervini
  - Confidenza, regia di Daniele Luchetti